# Fundación para la Investigación de la Antigüedad y Estudios Mormones
La Fundación para la Investigación de la Antigüedad y Estudios Mormones (en inglés Foundation for Ancient Research and Mormon Studies o FARMS) fue una asociación informal de académicos dedicados a la erudición histórica del Movimiento de los Santos de los Últimos Días o mormonismo. En 1997, el grupo se convirtió en una parte formal de la Universidad Brigham Young (BYU), que pertenece y es operada por La Iglesia de Jesucristo de los Santos de los Últimos Días (IJSUD). En 2006, el grupo se convirtió en parte formal del Instituto Neal A. Maxwell para Becas Religiosas, anteriormente conocido como Instituto para el Estudio y Preservación de Textos Religiosos Antiguos, BYU. Desde entonces, FARMS ha sido absorbido por el Centro de Estudios del Libro de Mormón Laura F. Willes del Instituto Maxwell.
FARMS apoyó y patrocinó lo que consideró ser una «erudición fiel», que incluye estudios e investigaciones académicos en apoyo del cristianismo y el mormonismo, y en particular, la posición oficial de la IJSUD. Esta investigación se centró principalmente en el Libro de Mormón, el Libro de Abraham, el Antiguo Testamento, el Nuevo Testamento, la historia cristiana primitiva, los templos antiguos y otros temas relacionados. Si bien permitió cierto grado de libertad académica a sus eruditos, FARMS se comprometió a llegar a la conclusión de que las escrituras SUD son textos históricos auténticos escritos por profetas de Dios. FARMS ha sido criticado por académicos y críticos que la califican de organización apologética que operaba bajo los auspicios de la IJSUD.

## Historia
FARMS fue organizado por John W. Welch en California en 1979 como una organización educativa privada sin fines de lucro, y Welch trajo la fundación con él cuando vino a enseñar en BYU en 1980. En 1997, FARMS fue invitado a formar parte de la Universidad Brigham Young por Gordon B. Hinckley, presidente de la IJSUD y presidente de la Junta de Fideicomisarios de la BYU. Hinckley señaló: «FARMS representa los esfuerzos de eruditos sinceros y dedicados. Ha crecido para brindar un fuerte apoyo y defensa de la Iglesia a nivel profesional. Deseo expresar mis más sinceras felicitaciones y aprecio por aquellos que iniciaron este esfuerzo y que han pasado hasta este punto».
En 2001, BYU fusionó FARMS con el Centro para la Preservación de Textos Religiosos Antiguos (CPART) y la Iniciativa de Textos del Medio Oriente (METI) para formar el Instituto para el Estudio y Preservación de Textos Religiosos Antiguos (ISPART). En 2006, el ISPART pasó a llamarse Instituto Neal A. Maxwell de Becas Religiosas. A Welch se le encomendó la edición de BYU Studies, que originalmente estaba programado para unirse al Instituto Maxwell con FARMS. Sin embargo, BYU Studies no se unió finalmente al Instituto Maxwell y el papel de Welch en FARMS disminuyó. FARMS continuó como una subunidad nominal del Instituto Maxwell sin un grupo distintivo de profesores y personal de BYU. Desde entonces se ha incluido en el Centro Laura F. Willes de Estudios del Libro de Mormón, que «se ocupa principalmente del Libro de Mormón en entornos antiguos y modernos, así como de Doctrina y convenios, Perla de gran precio y otros temas relacionados».
A partir del 2013, M. Gerald Bradford pasa a ser el director del Instituto Maxwell, con Brian M. Hauglid como director del Centro Willes.
A finales de 2010, Daniel C. Peterson, editor de FARMS Review durante más de veinte años, anunció que la revista pasaría a llamarse Mormon Studies Review para reflejar «los reajustes de los últimos años en lo que ahora se conoce como el Instituto Neal A. Maxwell para Beca religiosa; el antiguo título, FARMS, ya no refleja la forma en que estamos organizados... Esperamos continuar con el nuevo nombre». A mediados de 2012, el director del Instituto Maxwell destituyó a Peterson de la dirección editorial de la Revista. Peterson retuvo su título de editor en jefe de la Iniciativa de Textos del Medio Oriente del Instituto hasta que renunció a ese puesto en septiembre de 2013. En marzo de 2013, J. Spencer Fluhman fue nombrado nuevo editor de Mormon Studies Review, junto con una nueva junta con una variedad de académicos interesados en los estudios mormones.

## Revisión por pares y credenciales académicas
El trabajo producido bajo los auspicios de FARMS ha sido criticado por mormones, ex mormones, eruditos seculares y cristianos evangélicos.
FARMS ha declarado que el trabajo que apoyó «se ajusta a los cánones académicos establecidos, es revisado por pares y refleja únicamente los puntos de vista de los autores y editores individuales». John A. Tvedtnes, anteriormente en FARMS y ahora jubilado, afirma que «las credenciales académicas de las personas que publican con FARMS son cuestionadas solo por los críticos, nunca por los eruditos genuinos», señalando que «[la] lista de los artículos y libros publicados en imprentas académicas no mormonas por autores de FARMS es realmente impresionante. Si los críticos no aceptan a los autores de FARMS como académicos, esos autores son al menos así reconocidos por la comunidad académica mundial».
Dos eruditos cristianos evangélicos, Carl Mosser y Paul Owen, examinaron de cerca la beca producida por FARMS. Su informe posterior en la Reunión Anual de Far West del 25 de abril de 1997 de la Sociedad Teológica Evangélica, elogió la alta calidad de la erudición de FARMS, concluyendo que sus compañeros evangélicos habían perdido la batalla apologética contra los mormones en gran parte debido a la excelente investigación y publicación de FARMS. A la misma conclusión llegó Massimo Introvigne, líder de CESNUR.

## Apologética
FARMS fue un centro importante para la producción de trabajos que analizaban el Libro de Mormón como un texto antiguo. También produjo un trabajo que criticaba las afirmaciones de los entusiastas mormones, los mormones descontentos y los opositores del cristianismo evangélico. Dicho trabajo se ha publicado en FARMS Review hasta 2010, cuando fue reemplazado por Mormon Studies Review.
Académicos como John L. Sorenson, dicen que las publicaciones de FARMS representaron una nueva tendencia dentro del mormonismo: el surgimiento de formas progresistas de ortodoxia mormona. Si bien sus eruditos están comprometidos con las interpretaciones literales de las afirmaciones de la fe mormona, están dispuestos a reconsiderar la comprensión tradicional de esas afirmaciones. Por ejemplo, FARMS ha publicado un modelo de limitación geográfica para el Libro de Mormón. Esto sugiere que los eventos narrados en el Libro de Mormón ocurrieron en una región mucho más pequeña que la comprensión tradicional, que sostiene que los mismos eventos ocurrieron en todo el hemisferio occidental. Sorenson escribe que los partidarios de la idea de la geografía limitada, incluidos algunos líderes eclesiásticos de alto rango, creen que este modelo es consistente con los hallazgos antropológicos, arqueológicos y genéticos sobre los pueblos indígenas en América, así como con el texto del Libro de Mormón.

## Controversias
FARMS también ha sido un foco de controversia tanto dentro como fuera de la comunidad mormona, a menudo en respuesta a críticas negativas de los trabajos de varios eruditos. Por ejemplo, después de que su trabajo fuera revisado en una publicación de FARMS, el biólogo molecular Simon Southerton, un exmiembro de la IJSUD y autor de Losing a Lost Tribe: Native Americans, DNA, and the Mormon Church, afirmó que la organización existía simplemente para «apuntalar la fe en el Libro de Mormón» y que su trabajo «extendió los límites de la credibilidad hasta un punto de ruptura en casi todos los temas críticos».

### Polémicas
Algunos han acusado a FARMS de participar en polémicas mezquinas. Un ejemplo de esto ocurrió con la publicación de Signature Books del libro An Insider's View of Mormon Origins de Grant H. Palmer. La publicación de este libro resultó inmediatamente en cinco críticas negativas por parte de FARMS. Ron Priddis de Signature Books respondió a estas críticas diciendo: «¿No hay nada más allá del alcance del sarcasmo de los polemistas de FARMS?» Priddis se refiere a las reseñas de libros de FARMS como «erudición sensacionalista».
Algunos autores asociados con FARMS han sido acusados de realizar ataques ad hominem. FARMS también ha sido criticado por emplear la etiqueta «antimormón», y luego descartar tales trabajos como sesgados basados en gran parte en este pronunciamiento. En un discurso ofrecido antes del Simposio Sunstone, titulado «Por qué ya no confío en la revisión de libros de FARMS», John Hatch dijo: «Después de leer las críticas [de FARMS], me parece, y es mi opinión, que FARMS está interesado en hacer que el pasado del mormonismo parezca normal para los lectores al atacar los libros de historia que discuten aspectos complejos o difíciles del pasado de la iglesia. Como alguien que espera algún día contribuir al cuerpo de la Nueva Historia Mormona, estoy profundamente preocupado por lo que veo como esfuerzos continuos para atacar trabajo erudito honesto».